# EuroparlTV
europarltv jest oficjalną telewizją internetową Parlamentu Europejskiego. europarltv została uruchomiona 17 września 2008 i proponuje cztery kanały tematycznie dostosowane to różnych grup odbiorców. Programy prezentowane przez telewizję tłumaczone są na ponad 20 języków, część jest udźwiękowiona głosem lektora, część jest emitowana z napisami. Głównym celem europarltv jest prezentowanie pracy Parlamentu Europejskiego obywatelom w nowoczesny sposób za pośrednictwem nowych technologii. 
Treść programów prezentowanych na europarltv produkowana jest przez belgijską firmę Mostra, obsługę techniczną zapewnia brytyjska firma TwoFour.

## Kanały tematyczne europarltv
europarltv proponuje 4 kanały tematyczne:
- Twój Parlament: kanał przeznaczony dla osób w sposób szczególny zainteresowanych polityką unijną, m.in. obywateli, lobbystów, organizacji, środowisk naukowych, pracowników agend europejskich.
- Twój Głos: kanał skierowany do szerokiego audytorium, który przewiduje w przyszłości możliwość emisji materiałów nadesłanych przez internautów.
- Młoda Europa: kanał stworzony z myślą o młodzieży, entuzjastach internetu i przyszłych wyborcach Unii Europejskiej.
- Parlament NA ŻYWO: kanał oferujący transmisje z obrad Parlamentu, m.in. posiedzeń plenarnych.